# Al-Haszimijja (Irak)
Al-Haszimijja (arab. الهاشمية) – miasto w Iraku, w muhafazie Babilon. W 2009 roku liczyło 30 511 mieszkańców.